# Lloyd A. Jeffress
Lloyd Alexander Jeffress (15 listopada 1900 w San Jose (Kalifornia), zm. 2 kwietnia 1986 w Austin, Teksas) – amerykański psycholog, psychofizyk, profesor psychologii eksperymentalnej w University of Texas at Austin, pionier w dziedzinie psychoakustyki, twórca fizycznych i matematycznych modeli lokalizacji źródła dźwięku przez ssaki i ptaki w ich środowisku oraz koncepcji dotyczących ich maskowania i rozpoznawania na tle szumu, wykorzystywanych również w technice (np. sonary w hydrolokacji).

## Życiorys

### Dzieciństwo
Urodził się w listopadzie 1900 roku w San Jose (Kalifornia). Wkrótce rodzice, Minnie Weaver i Alexander Mitchell Jeffress, przenieśli się z synem (był ich jedynym dzieckiem) do Portland (Oregon), gdzie Lloyd dorastał i skończył szkołę średnią (Washington High School, Portland). Zdrowotne problemy rodziców sprawiły, że wychowaniem chłopca w dużym stopniu zajmowali się ciotka i wuj (Braymansowie). Matka zmarła na zapalenie płuc, gdy Lloyd miał 15 lat, a ojciec ok. 2 lata później (komplikacje po operacji woreczka żółciowego). 
Przyjaźń między Lloydem Jeffressem i Linusem Paulingiem zaczęła się w 1913 roku. Poznali się jako sąsiedzi i uczniowie tej samej szkoły – Washington High School. Pauling wspominał, że Lloyd pozostał jego najlepszym przyjacielem do śmierci, mimo że po 1925 roku spotykali się raczej rzadko. Za szczególnie pamiętne wydarzenie uważał zaproszenie do laboratorium, które Lloyd urządził w swojej sypialni. Pokazane przez niego eksperymenty były na tyle fascynujące, że w tym dniu Linus postanowił zostać chemikiem (w 1954 roku otrzymał Nagrodę Nobla w dziedzinie chemii). Eksperymenty, w tym pirotechniczne, wykonywali później wspólnie (stali się nierozłączni), m.in. na ulicy lub w nowym laboratorium, zorganizowanym w piwnicy domu Paulingów.  

### Studia
Po ukończeniu Washington High School (Portland) obaj przyjaciele wyjechali w 1918 roku do Oregon Agricultural College (później Oregon State University, OSU). Pauling wybrał studia chemiczne, a Lloyd Jeffress – elektrotechnikę. 
W czasie studiów jego zainteresowania zmieniały się, od inżynierii (1 rok w OSU) poprzez fizykę na Uniwersytecie Kalifornijskim w Berkeley, w kierunku medycyny. Ostatecznie ukończył psychologię. Biografowie Jeffressa tłumaczą jego zainteresowanie problemami psychologii eksperymentalnej wpływem młodzieńczych lektur, m.in. książki Edwina Balmera i William MacHarga The Achievements Of Luther Trant… o młodym człowieku, rozwiązującym zagadki kryminalne z użyciem technik „nowej psychologii” (zob. np. historia poligrafu).
Praca doktorska Lloyda Jeffressa dotyczyła reakcji skórno-galwanicznych (sam skonstruował strunowy galwanometr typu d’Arsonvala; zob. historia elektrokardiografii). Jego mentorem był Warner Brown – uczeń Wilhelma Wundta, studenta Jamesa Cattella. Praca została zakończona w 1926 roku.

### Praca zawodowa
Po uzyskaniu stopnia doktora Jeffress otrzymał oferty pracy z New York University, Wesleyan University, Arkansas i University of Texas at Austin (Wydział Psychologii UT). Uznał pracę w Austin za najbardziej interesującą (UT proponował też najwyższe stanowisko i wynagrodzenie). Wyjechał tam z zamiarem pobytu przez rok, lecz został na stałe, koncentrując się na problemach psychofizyki i psychofizjologii słuchu (psychoakustyka). W kolejnych latach zajmował stanowiska:
- 1926 – Adjunct Professor
- 1927 – Associate Professor
- 1937 – Full Professor

W latach 1936–1947 pełnił funkcję dziekana Wydziału Psychologii (wyodrębnionego w 1936 Wydziału Filozofii).
Podczas II wojny światowej zastępował Paula Bonera z Wydziału Fizyki UT, prowadząc zajęcia dydaktyczne w ramach podstawowego kursu fizyki. Starał się też o miejsce w zespołach, prowadzących na terenie kampusu badania dla wojska. W War Research Lab pomagał w opracowywaniu i testowaniu nowego celownika dla bombowców B-36, uczestniczył też w badaniach wykonywanych w Laboratorium Fizyki Wojskowej. 
W końcu 1947 roku został zaproszony do California Institute of Technology Pasadena), w związku z otrzymaniem przez Caltech dotacji od Fundacji Hixsona. Pauling – członek Komitetu Funduszu Hixona – zwrócił się do Jeffressa o pomoc w organizacji w Pasadenie międzynarodowego sympozjum na temat mechanizmów działania mózgu człowieka i ludzkich zachowań. Zaoferował mu na rok stanowisko „Hixon Visiting Professor” (spotkało się to z aprobatą komisji). Lloyd Jeffress mieszkał w Pasadenie w domu Paulingów (przebywających wówczas w Oksfordzie). Na sympozjum, zorganizowanym w Caltech we wrześniu 1948 roku, spotkało się wielu wybitnych naukowców, specjalistów w różnych dziedzinach, zajmujących różne stanowiska wobec nowych koncepcji naukowych, dotyczących pracy mózgu (cybernetyka, sieci neuronowe itp.). Uczestnikami byli m.in.: Linus Pauling (chemik), Heinrich Klüver (fizjolog i psycholog), John von Neumann (matematyk, inżynier chemik, fizyk, informatyk, Karl Lashley (psycholog, badacz pamięci i procesu uczenia się, pionier w dziedzinie badań rozszerzającej się depresji korowej), Ogden Lindsley (psycholog, twórca pojęć psychoterapia behawioralna i „precyzyjne nauczanie”), Warren McCulloch (neuropsycholog, biofizyk, cybernetyk) i inni. 
Zredagowany przez Jeffressa i wydany w 1951 roku zbiór materiałów konferencyjnych pt. Cerebral Mechanisms in Behavior: The Hixon Symposium był cytowany w tysiącach późniejszych artykułów naukowych (publikację wznawiano w 1967 i 2003 roku). Z okazji 30-lecia Hixon Symposium w Pasadenie oraz 50-lecia Wydziału Psychologii UT zorganizowano w marcu 1978 roku w UT (Austin) sympozjum nt. Neural Mechanisms in Behavior: A Texas Symposium.
Efektem prac Jeffressa w interdyscyplinarnym obszarze nauki, określonym jako „mózgowe mechanizmy zachowań” (zob. neuronauka, kognitywistyka), były przede wszystkim matematyczne i elektryczne (fizyczne) modele przetwarzania bodźców dźwiękowych, odbieranych „dwuusznie”. Publikacja dotycząca odbierania sygnałów na tle szumu akustycznego zainteresowała kpt. Jacka Myersa, kierownika Oddziału Sonarowego w Bureau of Ships, zajmującego się w czasie II wojny światowej nowymi rodzajami sonarów dla US Navy. W 1950 roku zwrócił się do działającego w UT Defense Research Laboratories (DRL) z pytaniem, czy model opisany w artykule może być wykorzystany w aktywnych sonarach. W czasie pierwszych prób zastosowania modelu dla zwiększenia różnicy między szumem i bodźcem akustycznym nie uzyskano korzystnych efektów, jednak została zapoczątkowana kilkunastoletnia współpraca zespołu psychologów z DRL, finansowana przez Navy. Jeffress, wraz ze studentami i doktorantami, uczestniczył m.in. w realizacji programu sonarowych poszukiwań min morskich (ang. minehunting, zob. wyposażenie niszczycieli min). Opracował obszerny raport, stosowany w następnych latach jako instrukcja postępowania.
Należał do Acoustical Society of America od 1939 roku (przez wiele lat pełnił funkcję Associate Editor w sekcjach Psychological Acoustics i Psychological and Physiological Acoustics). Należał również do American Association for the Advancement of Science i American Psychological Association. 
Od 1977 roku zajmował w UT stanowisko Professor Emeritus. Pracował też (do 1984) w przedsiębiorstwie przemysłowym Dynastat Inc. Austin (systemy komunikacji głosowej), należącym do jednego z pierwszych doktorantów (Bill Voiers)' Zajmował się komputeryzacją firmy.

## Kierunki badań naukowych i publikacje

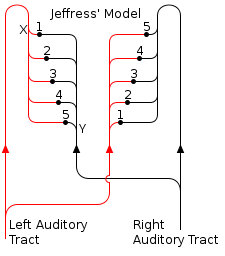
Model ITD
(ang. interaural time difference)
Lloyda A. Jeffressa.

Pierwszą publikacją naukową Jeffressa była prawdopodobnie dysertacja doktorska, opublikowana w grudniu 1926 roku pt. The psychogalvanic reflex (artykuł pt. An Ink-Recording Galvanic Skin Reaction Apparatus opublikowano w 1937 roku). Jako członek zespołu psychologa, Edwarda Tolmana (w którym Jeffress był zatrudniony jako „graduate teaching assistants in psychology”), został współautorem artykułu pt. A self-recording maze with an automatic delivery table (1929).  
Dowodem wczesnego zainteresowania akustyką i audiometrią jest np. publikacja pt. A Laboratory Sound-Truck, która ukazała się w The Journal of General Psychology w lipcu 1937 roku.
Kierunki dalszej pracy L.A. Jeffressa to przede wszystkim: 
– akustyka psychologiczna (43)
– przetwarzanie sygnałów akustycznych (21), zob. też słuch, ucho, droga słuchowa
– lokalizacja źródła akustycznego (21), zob. też hydrolokacja
– obuuszne słuchanie (20), zob. też procedura obuusznego słuchania
– instrumenty akustyczne (17)
– losowy szum (16), zob. szum biały, szum szary
– słuchawki (14)
– system słuchowy (7)
– akustyka fizjologiczna (7)
– modelowanie (6), zob. też model układu słuchowego, model psychoakustyczny
Za najważniejsze obszary badań naukowych Jeffressa są uznawane: maskowanie dźwięków, psychofizyczne aspekty rozpoznawania kierunku, z którego docierają, oraz zagadnienia z dziedziny inżynierii. Do często cytowanych publikacji należą np.: 
- 1948 – A place theory of sound localization[24]
- 1956 – Masking of Tonal Signals[33]

(współautorzy: Hugh C. Blodgett, Thomas T. Sandel, Charles L. Wood III)
- 1959 – L.A. Jeffress, G. Moushegian, Hearing, Annual Review of Psychology[34]

(miejsce: Wydział Psychologii UT i Defense Research Laboratory, finansowanie: Bureau of Ships)
- 1966 – Study Mine-Hunting Techniques (Final Report on Office of Naval Research Contract)[35]

(części: I. Historical ; II. Statistical Methods Applied to Mine Hunting ; III. Precise Navigation: Electromagnetic ; IV.  Precise Navigation: Sonar ; V. Mine Disposal)
- 1968 – Mathematical and Electrical Models of Auditory Detection[36]

W latach 1975–1985 Lloyd Jeffress był nadal aktywny zawodowo, o czym świadczą m.in. publikacje – współautorstwo książki oraz artykuły opublikowane w The Journal of Acoustical Society of America (JASA)
- Charter 10: Auditory System: Physiology (CNS); Behavioral Studies Psychoacoustics w: Localization of Sound[38]
- Masking of tone by tone as a function of duration  (JASA 1975)
- On the slope of psychometric functions (JASA 1975)
- Pedestal experiments: Amplitude versus power (JASA 1979)
- Intensity discrimination with gated and continuous sinusoids (JASA 1979); współautorzy: David M. Green, Jacob Nachmias, Joseph K. Kearney

## Wyróżnienia i upamiętnienie
W „In Memoriam Lloyd Alexander Jeffress” wymieniono: 
- 1948 – tytuł Fellow od Acoustical Society of America
- 1971 – Beltone Award (za działalność edukacyjną)
- 1977 – Silver Medal od Acoustical Society of America
- 1978 – uroczystość Golden Anniversary na Wydziale Psychologii UT
- 1979 – Distinguished Service Award od American Speech Language and Hearing Association

Srebrny Medal ASA przyznano w 1948 roku po raz pierwszy, z uzasadnieniem: „For extensive contributions in psychoacoustics, particularly binaural hearing, and for the example he has set as a teacher and scholar”. Z wręczeniem medalu było związane ustanowienie „Lloyd A. Jeffress Memorial Fellowship”.
Dla uhonorowania Lloyda Jeffressa organizowano doroczne spotkania Southwestern Psychological Association oraz Acoustical Society w Austin.

## Małżeństwo
Przed ukończeniem studiów Jeffress poznał studentkę I roku psychologii, Sylvię Bloomberg, która również pracowała w zespole psychologa Edwarda Tolmana jako „graduate teaching assistants in psychology”. 
Ich ślub odbył się w 1923 roku w domu Avy i Linusa Paulingów, którzy pobrali się niewiele wcześniej Lloyd Jeffress pełnił wówczas funkcję „best man” (odpowiednik pierwszego drużby). W czasie ślubu Jeffressa funkcję „best man” pana młodego pełnił Pauling. Jego żona objęła w rolę „best man” dla panny młodej, zastępując jej matkę, która nie była zadowolona ze zmiany życiowych planów Sylvii. 
W 1926 roku Sylvia przerwała studia (zadowoliła się certyfikatem nauczyciela). Wyjechała z mężem do Austtin, gdzie mieszkała do śmierci. Nie mając własnych dzieci Lloyd i Sylvia byli dobrymi „wujkiem i ciocią” dla innych. Oboje byli aktywni m.in. w „Austin's Little Theater” (Lloyd zajmował się oświetleniem, z czego był dumny).
Sylvia zmarła w 1968 roku po długotrwałej chorobie. Lloyd Jeffress żył 85 lat (zm. 1986). W końcu życia z głębokim przygnębieniem przyjmował przykre objawy starzenia się własnego mózgu, ale nie tracił zainteresowania mechanizmami jego działania. Zmianom sprawności mózgu towarzyszyły powikłania związane ze stanem serca i płuc. Do porzucenia palenia papierosów i picia czarnej kawy nie był skłonny. Odrzucał też niektóre propozycje medycznej terapii, prowadzące do przedłużenia życia bez możliwości zachowania aktywności umysłowej.
Niedługo przed śmiercią pisał do Paulinga, że trudno mu było zaakceptować śmierć Sylwii (w spotkanie po śmierci prawdopodobnie nie wierzył). W czasie ostatniego telefonicznego kontaktu przyjaciół, dwa tygodnie przed śmiercią, Jeffress mówił silnym wesołym głosem (zachował swoiste poczucie humoru), ale wspomniał o rozedmie płuc i o tym, że prawdopodobnie nie będzie długo żyć.
Został zapamiętany przez tych, którzy go znali, nie tylko jako naukowiec i nauczyciel, lecz również przyjaciel.